# Typhlops schmutzi
Typhlops schmutzi este o specie de șerpi din genul Typhlops, familia Typhlopidae, descrisă de Auffenberg 1980. A fost clasificată de IUCN ca specie în pericol. Conform Catalogue of Life specia Typhlops schmutzi nu are subspecii cunoscute.